# 857 Glasenappia
A 857 Glasenappia (ideiglenes jelöléssel 1916 S33) a Naprendszer kisbolygóövében található aszteroida. Szergej Beljavszkij fedezte fel 1916. április 6-án.